# Wuthering Waves
Wuthering Waves es un juego de rol de acción gratuito desarrollado por Kuro Games. 
Un videojuego estilo gacha con un extenso mundo abierto, comparado con títulos como Genshin Impact o Tower of Fantasy. A diferencia de los anteriores, su objetivo se basa en ponerle más énfasis en el combate. 

## Sinopsis
Wuthering Waves está situado en un mundo post-apocalíptico futurista donde una catástrofe que se conoce como Lamento arrasó con el mundo, aniquilando una gran parte de la humanidad y llegando al borde de la extinción. Después de la catástrofe, varios seres desconocidos y monstruos llegaron al mundo, pero la humanidad se adaptaría pronto a la amenaza encontrando una manera de hacerles frentes, pudiendo vivir con los monstruos y reconstruyendo lentamente su civilización
La historia sigue al errante amnésico, quien ha despertado de un sueño profundo. En su viaje explorará grandes tierras, siendo recibido por un nuevo mundo lleno de hermosas vistas y nuevas tecnologías mientras ayuda a los diversos resonadores que se cruzarán durante su aventura.
Mientras transcurre su aventura el errante va descubriendo nuevas cosas sobre su pasado, la manera en que sus acciones pasadas han influido en el desarrollo de ese mundo, poco a poco dándose cuenta de que su presencia en ese lugar tiene más relevancia de lo que cree.

## Gameplay
Wuthering Waves se ambienta en un mundo abierto, donde el jugador controla al protagonista, así como a las unidades reclutadas que son llamadas Resonadores, los cuales pueden ser de 4 o 5 estrellas El jugador controla al protagonista, el errante (o Rover), así como a las unidades reclutadas llamadas Resonadores, que se dividen en rarezas de 4 y 5 estrellas, estos Resonadores pueden tener distintas afinidades elementales conocidas como las cuales son: Espectro, Aero (viento), Destrucción, Gelio (hielo), Fusión (fuego) y electro (rayo), además de poseer armas (espadas, pistolas, mandobles, brazales y rectificadores) que los ayudan en los combates .  El contenido del juego tiene distintos modos en los que los personajes se utilizan en una serie de desafíos. 
El gachapón del videojuego presenta banners  conocidos como Invocaciones, donde se pueden obtener resonadores y armas. Hay tres tipos de Invocaciones: principiante, promocional y el estándar. Teniendo un sistema de pity que garantiza los elementos 5 estrellas obtenibles dentro de una cantidad determinada de tiradas.

## Desarrollo
Wuthering Waves se revelaría el día 23 de mayo de 2022 en las cuentas de redes sociales de Kuro Games. Y se anunciaría para iOS el 25 de marzo de 2024. El desarrollo se llevó a cabo en las instalaciones recientemente inauguradas de Kuro Games en Hong Kong, en lugar de su estudio principal en Guangzhou.
El juego tuvo dos pruebas en beta cerrada y la segunda concluiría en marzo de 2024. Después de la primera beta cerrada, la historia se modificó bastante debido a los comentarios de los jugadores que lo sentían "Incómodo". 
El día 29 de marzo de 2024, se anunció que el juego sería lanzado en PC a través de Epic Games Store, iOS y Android el 22 de mayo de 2024. A mediados de mayo se anunciaría que Wuthering Waves saldría próximamente en la Mac App Store. 

## Recepción y controversias
Wuthering Waves tuvo 30 millones de prerregistros en más de 100 países, en su lanzamiento inicial obtuvo críticas mixtas por parte del público y de los sitios de reseñas. Entre ellas se destacaba la presencia de errores de optimización, fallas en las traducciones en los diversos idiomas del juego y errores fatales en la plataforma de Epic Games que te impedía iniciar sesión o jugar, pero a su vez, se elogiaba el novedoso y renovado sistema de combate.Debido a estos errores fatales y de optimización la empresa se disculpó ante las fallas presentadas ofreciendo recompensas a los jugadores, entre ellas tiradas para las invocaciones promocionales o créditos del juego, y prometiendo que durante los días posteriores se lanzarían parches de emergencia que intentarían corregir la mayor cantidad de errores posibles para luego hacer una corrección masiva en la versión 1.1 del juego.
Otra de las polémicas surgidas a partir de la versión 1.3 y 1.4 han sido las filtraciones alrededor del juego. Algunas de las que se produjeron en la versión 1.3 crearon expectativas entre la comunidad de jugadores que luego no se cumplieron, provocando una gran polémica en redes con la empresa, que fue criticada por ello. Ante la posibilidad que se repitiese el mismo escenario, Kuro Games anunció el 21 de octubre de 2024 en su perfil de X que perseguiría legalmente, si fuera necesario, las filtraciones, buscando proteger la integridad del juego y su desarrollo.

## enlaces externos
- Página web oficial

- Datos: Q117750031
- Multimedia: Wuthering Waves / Q117750031